# Франц Венцел фон Траутмансдорф
Франц Венцел Игнац фон Траутмансдорф (на немски: Franz Wenzel Ignaz von und zu Trauttmansdorff; * 31 август 1677, Прага; † 23 март 1753, Прага) е граф на Траутмансдорф в Австрия, фрайхер на Глайхенберг в Източна Щирия и висш съдия.

## Произход и наследство
Той е син на граф Йохан Фридрих фон Траутмансдорф (1619 – 1696) и третата му съпруга графиня Мария Елеонора Холицка фон Щернберг (1654 – 1703), дъщеря на граф Вацлав Жири Холицки фон Щернберг († 1681) и графиня Ворсила Поликсена Борита з Мартиниц († пр. 1681). Баща му е имперски кемерер, частен канцлер на Хабсбургската монархия, губернатор на Кралство Бохемия.
От 1581 до 1945 г. замъкът Глайхенберг в Източна Щирия е собственост на графовете фон Траутмансдорф. През 1639 г. фамилията се нарича „Траутмансдорф-Вайнсберг“ на немското господство Вайнсберг във Вюртемберг.
- Траутмансдорф
- Дворец Глайхенберг (1681)
- Палат Траутмансдорф на „Винер Херенгасе“ 21, Виена

## Фамилия
Франц Венцел се жени на 9 ноември 1699 г. във Виена за графиня Мария Елеонора фон Кауниц (* 17 януари 1681, Виена; † 28 март 1723, Прага), дъщеря на Доминик Ондрей Кауниц (1654 – 1705) и графиня Мария Елеонора зе Щернберка (1656 – 1706). Те имат четири дъщери:
- Елеонора (* 23 февруари 1701; † 12 март 1763), омъжена на 18 юли 1723 г. за Франц Хайнрих Шлик фон Пасаун (* 28 февруари 1696; † 9 януари 1766)/ Норберт Бочек Дохалски з Дохалик († 1785)
- Мария Терезия (* 14 март 1703, Прага; † 31 март 1757, Бърно), омъжена на 20 август 1738 г. във Виена за граф Франц Карл Котулински з Котулина (* 27 ноември 1706; † 5 май 1772, Нойдау)
- Мария Франциска Йозефа Терезия (* 27 април 1704, Лайтомишл; † 12 октомври 1757, Прага), омъжена на 24 април 1729 г. във Виена за граф Франц Георг фон Валдщайн-Вартенберг (* 24 април 1709, Прага; † 2 февруари 1771, Мюнхенгрец/Мнихово Храдище, Чехия)
- Мария Максимилиана